# Ferdinand Kogler
Ferdinand Kogler (* 5. Mai 1872 in Hippach; † 28. August 1944 in Innsbruck) war ein österreichischer Rechtshistoriker.

## Leben
Der aus ärmlichen Verhältnissen stammende Bauernsohn studierte nach dem Besuch des Gymnasiums in Innsbruck an der Universität Innsbruck Rechts- und Staatswissenschaften und wurde 1898 zum Dr. jur. promoviert. Beeinflusst von Josef Hirn und Ernst von Schwind wandte er sich der Rechtsgeschichte zu und arbeitete zunächst im Statthaltereiarchiv in Innsbruck. 1902 wurde er Privatdozent für Österreichische Rechtsgeschichte an der Universität Innsbruck. Bei einem Studienaufenthalt 1903 in Berlin hörte er Vorlesungen bei Karl Zeumer und Heinrich Brunner, dessen Richtung er zeitlebens treu blieb.
1904 wurde seine Lehrbefugnis auf Deutsches Recht erweitert. 1905 wurde er außerordentlicher, 1908 ordentlicher Professor des Deutschen Rechtes und der Österreichischen Rechtsgeschichte an der Universität Czernowitz.
Im Ersten Weltkrieg war Kogler als Militärauditor tätig.
1919 wurde als ordentlicher Professor an die Universität Innsbruck berufen, 1930/31 war er Rektor. Nach dem Anschluss Österreichs 1938 wurde er aus politischen Gründen pensioniert.
Zu Koglers Verdiensten gehören insbesondere die quellenmäßige Erforschung der Rechtsgeschichte des Tiroler Steuerwesens sowie der Stadtrechtsgeschichte von Kufstein, Kitzbühel und Rattenberg.
Im Innsbrucker Stadtteil Amras wurde die Dr.-Ferdinand-Kogler-Straße ⊙ nach ihm benannt.

## Schriften (Auswahl)
- Die legitimatio per rescriptum von Justianian bis zum Tode Karls IV. Weimar 1904
- Beiträge zur Stadtrechtsgeschichte Kufsteins bis zum Ausgang des Mittelalters. Forschungen zur inneren Geschichte Österreichs, Band 9, Wagner, Innsbruck 1912
- Recht und Verfassung der Stadt Rattenberg im Mittelalter: Ein Beitrag zur altbayerischen Stadtrechtsgeschichte. Kommission für bayerische Landesgeschichte, München 1929
- Die Stellung Tirols in der deutschen Rechtsgeschichte bis ins 16. Jahrhundert. Tyrolia, Innsbruck 1930
- Vorlesungen über die ideellen und historischen Grundlagen des österreichischen Staates. Wagner, Innsbruck 1936